# Grijota

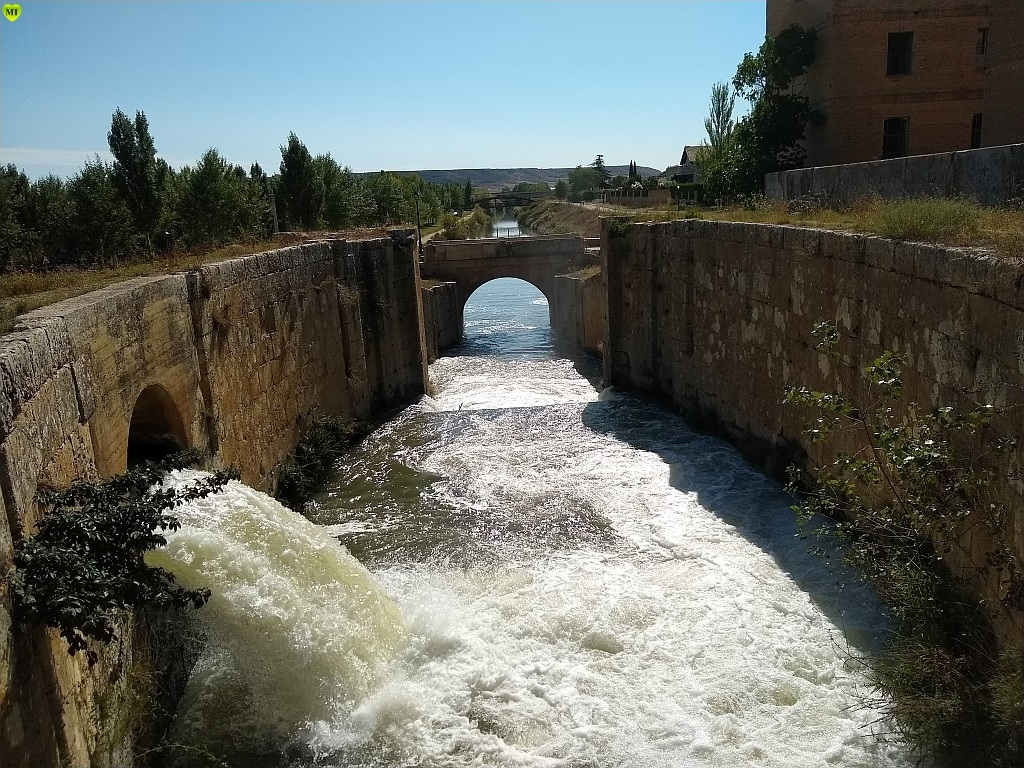
Canal de Castilla a su paso por Grijota

Grijota es una localidad y municipio en la provincia de Palencia, en la comunidad autónoma de Castilla y León, España.
Cuenta con una población de 2797 habitantes (INE 2024). Su actual alcalde es Jesús Ángel Tapia Cea (PP)

## Geografía
Está a una distancia de 5 km de Palencia, la capital provincial. Se accede a ella bien por la variante norte de Palencia (Salida Sahagún CL-613) o desde la propia capital, saliendo de la misma por la avenida de Asturias, llegando al Puente de Don Guarín, y en la rotonda que nos encontramos, tomando la salida "Villada - Sahagún".
Por su proximidad a la capital de la provincia y su privilegiada situación de comunicaciones, a dos kilómetros escasos de la variante norte de Palencia, actualmente es uno de los pueblos de la provincia de Palencia con mayor expansión urbanística. Su término municipal comprende varias urbanizaciones diseminadas: La Verdeguera, Dos Pasos, Urbanización Puente Don Guarín, El Sobradillo, Ciudad del Golf, La Orgatilla y Jardín de la Pinilla entre otras. También destacan Las Paredejas y Bota 1 y Bota 2, Los Prados, El Palomar, El Tiento o La Ciudad de la Juventud, entre otras muchas urbanizaciones

## Geografía humana

### Demografía
Cuenta con una población de 2797 habitantes (INE 2024).
| Gráfica de evolución demográfica de Grijota entre 1842 y 2021                                                         |
| |
| Población de derecho según los censos de población del INE. Población de hecho según los censos de población del INE. |

## Patrimonio

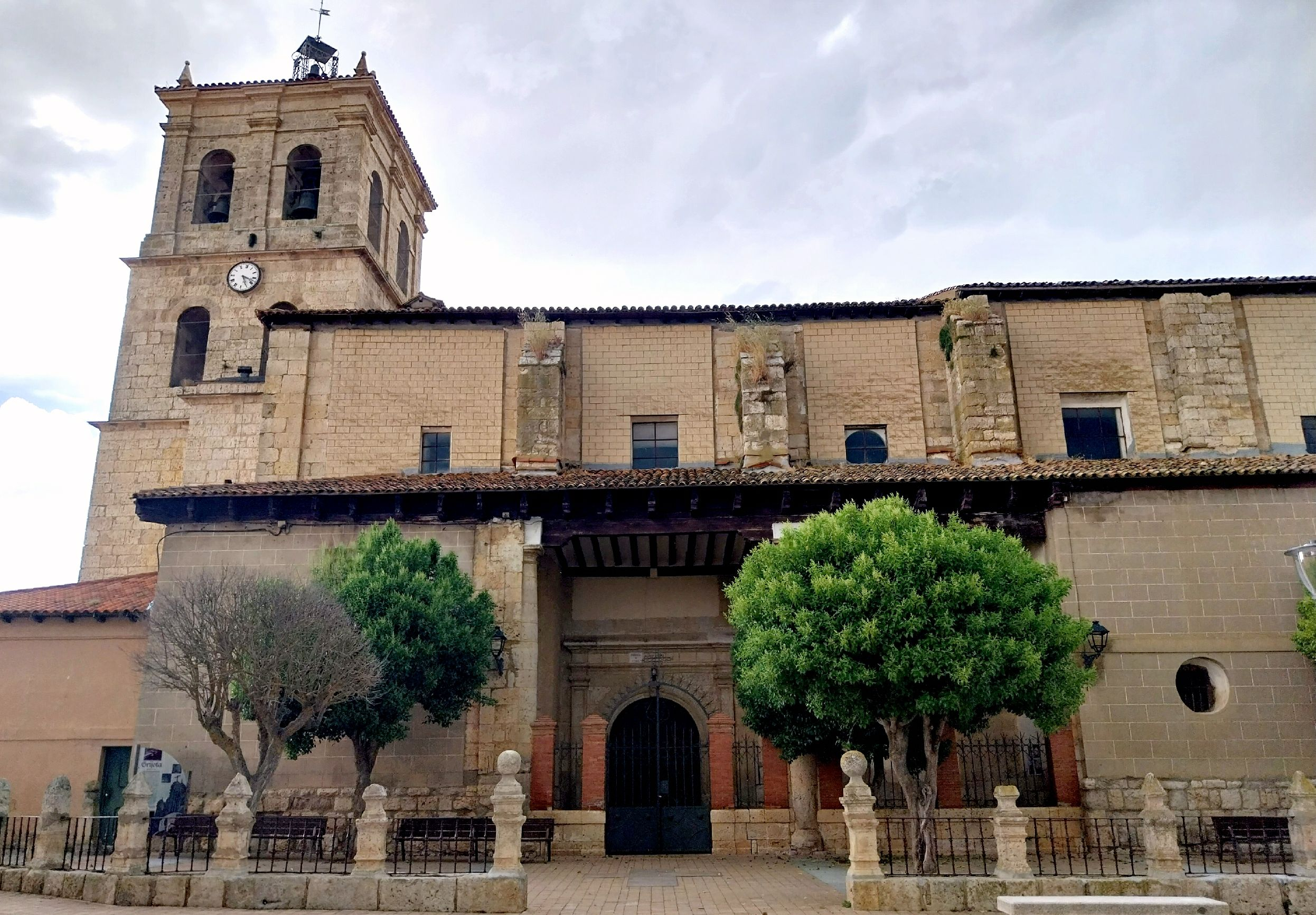
Iglesia de Santa Cruz

- Esclusa del Canal de Castilla: como atractivos importantes de la localidad, cabe destacar la esclusa del Canal de Castilla, un precioso conjunto de cantería que en sus tiempos se utilizaba para que las barcazas que transportaban cereal usando la vía fluvial salvaran los desniveles. Hoy día las esclusas primitivas han desaparecido, quedando en su lugar una esclusa mecánica. Existen varios proyectos de rehabilitación de las mismas, pero hasta la fecha, ninguno se ha llevado a cabo.
- Iglesia de la Santa Cruz: en 1591 el maestro cantero cántabro Juan de la Cuesta recibe pagos por la ejecución de la torre de la iglesia de la Santa Cruz.
- Ermita de Nuestra Señora de los Ángeles: templo de finales del siglo XIII. Consta de tres secciones, bien marcadas al exterior debido a sus diferentes alturas. Al interior, la hechura del templo es muy sencilla. Bóvedas apuntadas y segmentación de presbiterio y tramos de la nave por medio de fajones doblados y asimismo apuntados. Al muro de poniente abre una capilla descentrada, probablemente resto de una edificación anterior. En su interior se alberga la talla del Cristo de la Salud, del siglo XIV.
- Casa Rectoral (conocida popularmente como "Casa del cura").[2]
- Camino Lebaniego Castellano[3]

## Vecinos ilustres
- Abilio Calderón (1867-1939), diputado.

## Monumentos y lugares de interés

### Campo de golf
En el 2004, a escasos mil metros del núcleo municipal, se construyó un Campo de Golf junto a la urbanización del mismo nombre. Se llama Grijota Golf. Cuenta con 9 hoyos de doble recorrido. En la ida hay un total de 2498 M en amarillas y 2172 M en rojas. En la vuelta un total de 2416 M en amarillas y 2138 M en rojas. Un total, entonces, de 4912 M en amarillas y 4310 M en rojas. Par 69. Valor del Campo: 66.6 en amarillas y 67.9 en rojas. Slope del Campo: 115 en amarillas y 112 en rojas. Tiene además escuela de golf, clases individuales; cafetería, salón-restaurante.